# Кузнецов, Андрей Николаевич
Андре́й Никола́евич Кузнецо́в (1930 — 2010) — советский и российский художник-монументалист и живописец.

## Биография
В 1949 году окончил Московскую среднюю художественную школу при МГАХИ имени В. И. Сурикова с медалью. В 1955 окончил ЛХПУ имени В. И. Мухиной, защитив диплом с отличием. Избран членом-корреспондентом Российской академии художеств в 2007 году. Умер в 2010 году

## Творчество
Основная творческая деятельность Кузнецова была связана с монументально-декоративными работами в архитектуре, где им создан целый ряд уникальных произведений. Его работы установлены в 11 станциях метро в Москве, Минске, Самаре, Новосибирске. В Москве это:
- наземный вестибюль станции «Проспект Мира» — мозаика «Матери мира», 1976 год;
- наземный вестибюль станции «Красносельская» — мозаика «Красный барабанщик», 1969 год (первоначально сделана для дворца пионеров в Тольятти, а в метро в 1979 году установлена уменьшенная выставочная версия[1])
- станция «Шоссе энтузиастов» — рельефы «Пламя Свободы», «Баррикада», «Декабристы», «Крестьянское восстание», «Народовольцы», 1979 год;
- станция «Шаболовская» — литой витраж с бетонным рельефом «В эфире Москва», 1982 год;
- станция «Царицыно» — восемь флорентийских мозаик, 1984 год;
- станция «Черкизовская» — витражи «Олимпийские игры», 1989 год.

## Галерея
|                                                                         |  |                                           |  |                                              |  |
| Мозаика «Матери Мира» вестибюль станции метро Проспект Мира (кольцевая) |  | Рельеф на станции метро Шоссе энтузиастов |  | Витраж на станции метро Шаболовская в Москве |  |

Во Владивостоке им осуществлены три проекта — Главпочтамт, Дом Краевой Администрации и Краевой драматический театр имени М. Горького.
Особое место в его творчестве занимает тема атомной энергии. Им создано мозаичное панно «Покорители атома» с портретом И. В. Курчатова для дома культуры ИАЭ имени И. В. Курчатова, мозаичная стела «Атом для мира» при въезде в город Дубну, декоративное панно «Мир атома» на фасаде завода «Сигнал» в городе Обнинске, комплексное оформление центра ядерных исследований «Тажура» в Ливии, куда входят мозаика на фасаде «Атом служит миру», скульптурно-пространственные композиции из бетона и нержавеющей стали «Ядро» и «Плазма», мозаичное дно бассейна, а также витраж «Наука», находящийся в Калининградской картинной галерее.
Кузнецов А. Н. — автор не только крупномасштабных мозаик, выполненных для административных зданий в разных городах России и за рубежом, он успешно работает с витражами и рельефами.
В период с 1998 года по 2004 год им выполнены флорентийские мозаики, витражи и росписи преимущественно в частной архитектуре. В 2005 году им были выполнены мозаичные панно с изображением святых Александра Невского, Георгия Победоносца, Архангела Михаила для часовни-памятника угличанам, павшим в боях за Родину. Часовня расположена в самом центре города Углича.
Кузнецов А. Н. много работал над созданием живописных и графических произведений. В его полотнах нашли отражение тема родной природы и архитектуры русских городов, портреты интересных людей и жанровые сцены.
Создал и многочисленные станковые произведения, отражающие дух своего времени.
Высокий профессионализм, многообразие средств образного воплощения замысла и широта тематики творчества Андрея Кузнецова по достоинству оценены его коллегами: в 2007 году Российская академия художеств избрала его членом-корреспондентом.
Художественное призвание Андрея Николаевича Кузнецова нашла продолжение в судьбах дочери Татьяны Андреевны Кузнецовой, чей муж тоже был потомственным художником — Борис Леонидович Смертин, и внучке Анны Борисовны Кузнецовой.

## Признание
- Серебряная медаль АХ СССР — за рельеф из туфа в 2400 м², украшающий фасады Культурного центра в Казани
- премия Совета Министров СССР в области архитектуры — за рельефный фриз «Водная стихия» на фасаде плавательного бассейна ДСО «Труд»
- заслуженный художник РСФСР (1983)
- заслуженный деятель искусств РФ (1998)
- Государственная премия РСФСР в области архитектуры (1976) — за проектирование и строительство Приморского КДТ имени М. Горького во Владивостоке

## Семья
- мать — Кузнецова (Алексеева) Наталья Васильевна
- отец — Кузнецов Николай Семенович
- жена — Кузнецова (Гордеева) Лариса Николаевна
- дети — Кузнецова Татьяна Андреевна , Кузнецова Мария Андреевна
- внуки — Кузнецова Анна Борисовна, Кузнецова Надежда Борисовна

## Публикации
- И. Н. Воейкова. Монументальное искусство. Четвёртая республиканская выставка Советская Россия"Л., 1970.
- В. Кузина. Всегда начеку. М., 1974.
- С. С. Валериус. Монументальная живопись. Современные проблемы. М., 1979.
- Н. Воронов. Андрей Кузнецов. — В кн.: Советское монументальное искусство 75-77. М.,1979.
- А. Г. Штейман. Произведения художников Москвы. — В кн.:Советское монументальное искусство. М., 1979.
- Г. Н. Плетнева. Монументальное искусство. К выставке московских художников, посвященной XXVI съезду КПСС. М., 1980.
- В. П. Толстой. Советское монументальное искусство. М., 1981
- И. Н. Воейкова. Монументалисты Советской России. Выпуск 2. Л., 1982.
- М. Л. Терехович. Московские монументалисты. М., 1985.
- И. А. Пронина. Ансамбль современного общественного интерьера . — В кн.: На путях к красоте. О содружестве искусств. А., 1986.
- И. Аграновская. Скульптура в метро. — В кн.: Художник и город. М., 1988.